# Jean-Paul Banos
Jean-Paul Banos (Lavelanet, 27 gennaio 1961) è un ex schermidore canadese.

## Biografia
È il fratello dello schermidore Jean-Marie Banos.
Ha partecipato ai Giochi della XXIII Olimpiade di Los Angeles nel 1984, ai Giochi della XXIV Olimpiade di Seul nel 1988, ai Giochi della XXV Olimpiade di Barcellona nel 1992 ed ai Giochi della XXVI Olimpiade di Atlanta nel 1996.

## Palmarès
In carriera ha conseguito i seguenti risultati:
- Giochi Panamericani:

Caracas 1983: bronzo nella sciabola a squadre ed individuale.
Indianapolis 1987: oro nella sciabola individuale e bronzo a squadre.
L'Avana 1991: bronzo nella sciabola a squadre.